# Eightfold Way

Oktett-Anordnung der leichtesten pseudoskalaren Mesonen (Spin^{Parität} = 0^{−})

Oktett-Anordnung der leichtesten Baryonen mit Spin^{Parität} = ^{+}

Dekuplett-Anordnung der leichtesten Baryonen mit Spin^{Parität} = ^{+}

Als Eightfold Way (dt. der Achtfache Weg, in Anlehnung an den Achtfachen Pfad des Buddhismus zur Weisheit) wird eine Klassifikation der Hadronen im Rahmen der Quantenchromodynamik bezeichnet. Murray Gell-Mann und Yuval Ne'eman schlugen sie 1961 unabhängig voneinander vor, um die neu entdeckten seltsamen Teilchen in das System bekannter Teilchen einzuordnen. Der Achtfache Weg gilt als Vorläufer des Quarkmodells.
Dabei wird die SU(2)-Symmetriegruppe des Isospins zur SU(3)-Flavour erweitert, in deren Rahmen die Mesonen und Baryonen mit Spin 1⁄2 jeweils als Oktett (Achtergruppe) angeordnet werden. 
Baryonen mit Spin 3⁄2 lassen sich in einem Dekuplett anordnen, mit dessen Hilfe sich das Ω−-Teilchen bereits vor seiner experimentellen Entdeckung vorhersagen ließ. 
Der Achtfache Weg wird heute als Konsequenz aus den Flavour-Symmetrien der unterschiedlichen Sorten von Quarks erklärt. Weil die starke Wechselwirkung unabhängig vom Flavour auf alle Quarks gleichermaßen wirkt, wird die Masse eines Hadrons ungefähr gleich bleiben, wenn man ein u- gegen ein d-Quark austauscht; beim Austausch in ein s-Quark entspricht die (moderate) Massenzunahme der Massendifferenz der Konstituentenquarks. Mathematisch wird so ein Austausch durch eine Gruppenoperation in SU(3) ausgedrückt. Die Oktetts und Dekupletts sind dann Darstellungen dieser Gruppe.